# Криволучье (Липецкая область)
Криволу́чье — деревня Воскресенского сельсовета Данковского района Липецкой области.

## История
Известно по документам с 1771 г.
До 11 января 2011 года входила в ныне упразднённый Плаховский сельсовет.

### Название
Название — по кривой излучине на р. Птани.

## Население
По данным всероссийской переписи за 2010 год население деревни составляет 2 человека.